# Sigfrid Gunnäs
Johan Sigfrid Gunnäs, född 26 januari 1880 i Laholm, död 9 juni 1924 i Ludvika, var en svensk skolman.
Sigfrid Gunnäs blev filosofie kandidat 1907 och var rektor för Brunnsviks folkhögskola 1918–1924. Han verkade för en nyorientering inom svensk folkhögskola och var sin generations främste talesman för att folkhögskoleundervisningen inte bara skulle stå öppen för lantbrukarbarn utan även för ungdom från städernas arbetarhem. Gunnäs var även livligt intresserad av konst och utgav tillsammans med Bertil Waldén Kyrkor i Sundals härad (1931).